# یواس‌اس بچ (دی‌دی-۴۷۰)
یواس‌اس بچ (دی‌دی-۴۷۰) (به انگلیسی: USS Bache (DD-470)) یک کشتی بود که طول آن ۱۱۴٫۷ متر (۳۷۶ فوت) بود. این کشتی در سال ۱۹۴۲ ساخته شد.